# 劉季連
劉 季連（りゅう きれん、生年不詳 - 505年）は、南朝宋の皇族。字は恵続。

## 経歴
武帝劉裕の族弟である劉思考（劉裕の曾祖父の劉混の弟の劉淳の曾孫）の子として生まれた。皇族として早くから清官を歴任した。斉の高帝蕭道成が即位すると、宋の宗室近親は処刑され、季連らにも及ぶところだったが、太宰の褚淵の請願により免れた。
建元年間、季連は尚書左丞となった。永明初年、江夏郡内史として出向し、平南長史・長沙郡内史を経て、冠軍長史・広陵郡太守となった。入朝して給事黄門侍郎となり、太子中庶子に転じた。建武年間、平西長史・南郡太守として出向した。ときに明帝の諸子が幼弱だったため、宗室の蕭遙光兄弟や外戚の劉暄や江祏が権勢を振るった。蕭遙光の弟の蕭遙欣が荊州刺史として江陵に駐屯していたが、多くの賓客を招いて、自らの勢力を扶植したため、明帝はこれを憎んだ。季連は蕭遙欣に侮辱されたことがあり、恨みをいだいていたので、蕭遙欣が反乱を企図していると、ひそかに明帝に上表した。明帝はこれを聞き入れ、蕭遙欣を雍州刺史に任じて襄陽に移転させることにした。建武4年（497年）、季連は輔国将軍・益州刺史に任じられ、蕭遙欣の上流に拠って牽制することとなった。
東昏侯が即位すると、永元元年（499年）に季連は右衛将軍として召還する命令が出されたが、交通が遮断されていて上京できなかった。季連の益州統治は厳しく冷酷なものであったため、人々は不満を募らせた。この年の9月、季連は5000人を徴発して、中兵参軍の宋買に率いさせ、中水を襲撃させた。穣県の李託予がこれを撃退し、宋買は益州に逃げ帰った。これを契機に郡県で反乱が多発するようになった。この月、巴西郡の趙続伯が5城の県令を殺害し、始平郡太守を追放した。10月、晋原郡の楽宝称と李難当が太守を殺害して反乱を起こした。楽宝称は南秦州刺史を自称し、李難当は益州刺史を称した。12月、季連は参軍の崔茂祖に2000の兵を与えてこれらの反乱を討たせた。この年の冬は寒気が厳しく、反乱軍は群れ集まって樹木を切って道を塞いだ。崔茂祖らは大敗して成都に逃げ戻った。
永元2年（500年）1月、新城郡の帛養が遂寧郡太守の譙希淵を追放した。3月、巴西郡の雍道晞が1万人あまりの反乱軍を率いて巴西郡に迫った。雍道晞は鎮西将軍を自称し、建義の元号を立てた。巴西郡太守の魯休烈と涪県県令の李膺が籠城して守り、季連は中兵参軍の李奉伯に5000の兵を与えて巴西郡を救援させた。李奉伯が巴西郡に到着すると、郡兵とともに雍道晞を撃破して捕らえ、涪県の市でこれを斬った。李奉伯は巴西郡の東郷に進軍して反乱軍の残党を討とうとした。李奉伯は李膺が諫めるのを聞かず、全軍で山に入って大敗し、益州に逃げ帰った。6月、江陽郡の程延期が反乱を起こし、太守の何法蔵を殺害した。魯休烈は巴西郡を維持できないとみて、巴東国の相の蕭慧訓のもとに逃げ込んだ。10月、巴西郡の趙続伯が再び反乱を起こし、2万人の兵を集め、広漢郡に進出した。季連はこの反乱を討つべく、長史の趙越常を先鋒としたが、敗れた。そこで季連は李奉伯を涪路から派遣した。李奉伯は別軍として潺亭から城で本隊と合流し、反乱軍の柵に進攻し、趙続伯を撃破した。
中興元年（501年）春、蕭衍が側近の陳建孫を派遣して季連の弟の劉子淵と季連の2子を益州に送り、季連の労をねぎらった。蕭衍は江陵の和帝政権の将軍である鄧元起を益州刺史に任じた。鄧元起は南郡出身の人であったが、季連が南郡太守をつとめていたとき、両者は疎遠であった。典籤の朱道琛がかつて季連の府の都録をつとめていたが、罪を問われて季連に処刑されそうになり、逃亡していた。朱道琛が鄧元起の益州への道筋の先触れとなることを志願したので、鄧元起はこれを認めた。ところが朱道琛は行く先々で器物を略奪して回った。このため成都では鄧元起がやってくれば、季連は処刑され、災いはその部下にも及ぶに違いないと噂され、季連もそれを信じるようになった。司馬の朱士略は季連に説いて、巴西郡に赴いてその地を掌握したいと申し出た。朱士略が3子を留めて人質としたので、季連はこれを許可した。ほどなく季連は南朝斉の宣徳太后の令と偽り称して、兵を集めて反乱を起こした。季連は朱道琛を収監させて殺した。季連は朱士略に書き送って、李膺を召し出させようとした。李膺と朱士略は季連の使者を受けつけなかった。使者は成都に帰り、鄧元起は巴西郡に兵を集結させた。季連は朱士略の3子を殺害した。
天監元年（502年）6月、鄧元起が巴西までやってくると、季連は部将の李奉伯らを派遣して阻ませた。両者は交戦して互いに勝敗をつけた。長期戦となり、李奉伯は敗れて成都に逃げ戻った。季連は成都の城に籠城し、鄧元起が進軍して成都を包囲した。この冬、季連の部下の城局参軍である江希之らが城ごと降伏しようと図ったが失敗し、季連は江希之らを処刑した。益州の反乱は2年にわたり、成都の城中は食糧を食い尽くして、餓死者が相枕する惨状となった。天監2年（503年）1月、梁の武帝蕭衍が主書の趙景悦を派遣して季連に降伏を命じると、季連は上半身肌脱ぎして降伏の意を表し、処罰を願い出た。鄧元起は季連を城外に移すと、かれを礼遇した。季連は「早くにこのようなことと知っていれば、前日の事はありませんでした」といって謝罪した。鄧元起は李奉伯らの将軍を処刑し、季連を建康に護送した。
季連は建康に到着すると、武帝の引見を受けたが、東掖門から数歩ごとに1回額を地につけてぬかずいて武帝の前まで進んだ。武帝は「卿が劉備の真似をしようとして公孫述にも及ばなかったのは、臥龍の臣がいなかったからだ」と笑っていった。季連は再びぬかずいて謝罪した。季連は赦令を受けて庶人とされた。天監4年（505年）1月、季連が建陽門を出たところ、蜀出身者の藺道恭に殺害された。季連が益州にいたとき、藺道恭の父を殺害し、藺道恭は出奔していたが、ここに報復を果たしたものであった。

## 伝記資料
- 『梁書』巻20 列伝第14
- 『南史』巻13 列伝第3